# Chim lửa (ballet)

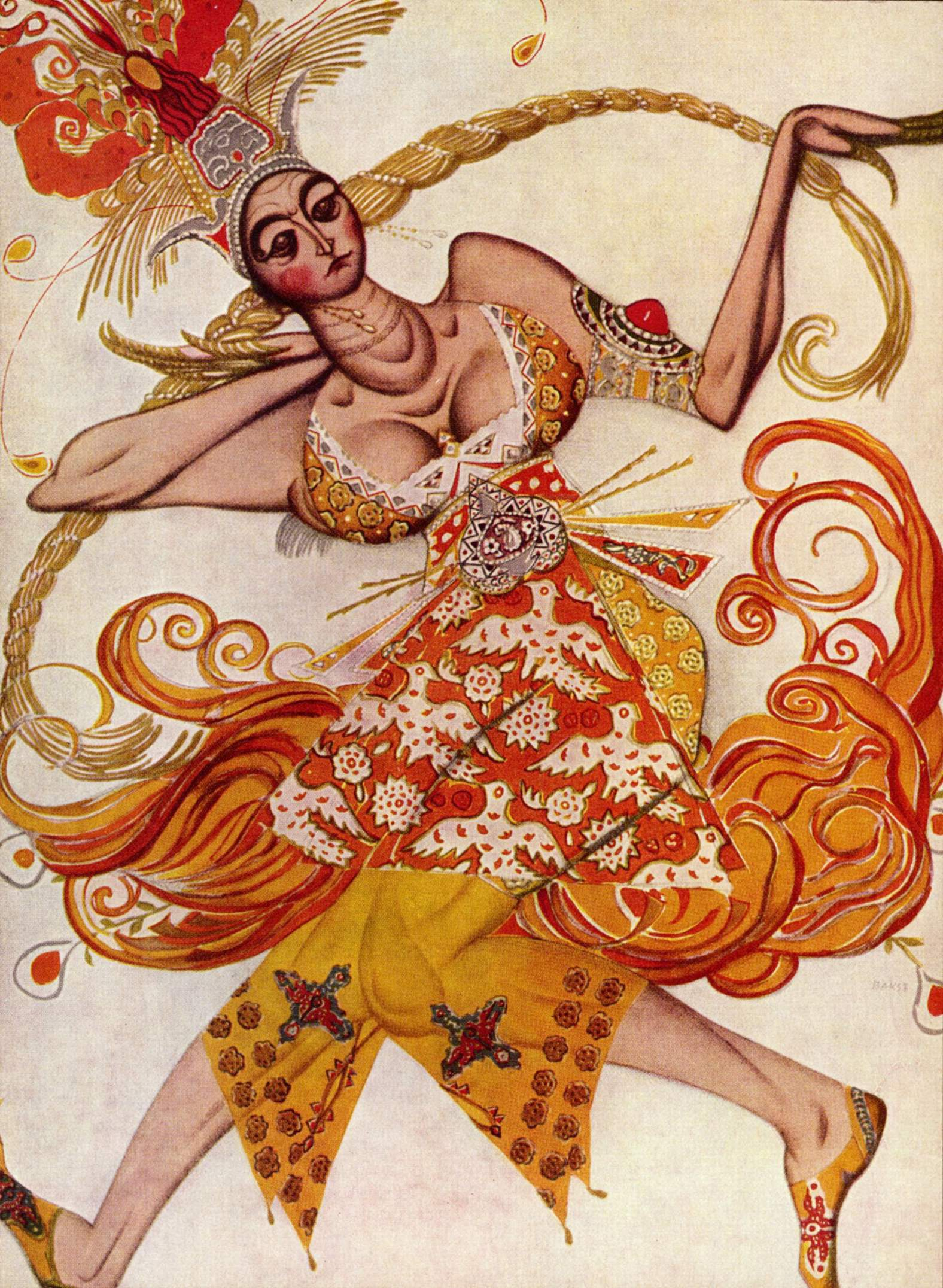
Trang phục của Chim lửa, do Léon Bakst thiết kế

Chim lửa (tiếng Pháp: L'Oiseau de feu; tiếng Nga: Жар-птица, dịch. Zhar-ptitsa) là một tác phẩm ba lê và giao hưởng của nhà soạn nhạc người Nga Igor Stravinsky. Nó được viết cho mùa biểu diễn Paris năm 1910 của đoàn Ballets Russes của Sergei Diaghilev; biên đạo ban đầu là của Michel Fokine, cùng với kịch bản của Alexandre Benois và Fokine dựa trên những câu chuyện cổ tích của Nga về Chim lửa cùng phước lành và lời nguyền mà nó ban cho chủ nhân của nó. Khi được biểu diễn lần đầu tiên tại nhà hát Opéra de Paris vào ngày 25 tháng 6 năm 1910, tác phẩm này đã thành công ngay lập tức với cả khán giả và nhà phê bình.
Vở ba lê có ý nghĩa lịch sử không chỉ là tác phẩm mang tính đột phá của Stravinsky mà còn là sự khởi đầu của sự hợp tác giữa Diaghilev và Stravinsky mà rồi cũng sẽ tạo ra các bản ballets nổi tiếng như Petrushka (1911) và Nghi lễ mùa xuân (1913).

## Lịch sử

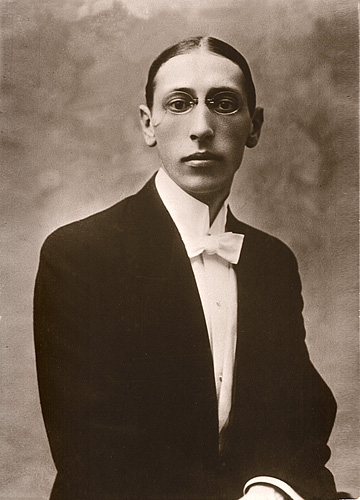
Igor Stravinsky, tác giả của tác phẩm

### Bối cảnh
Igor Stravinsky là con trai của Fyodor Stravinsky, người chơi bass chính tại Nhà hát Hoàng gia, St Petersburg và Anna, nhũ danh Kholodovskaya, một ca sĩ và nghệ sĩ dương cầm có tiếng từ một gia đình người Nga lâu đời. Hiệp hội Fyodor có rất nhiều nhân vật hàng đầu trong âm nhạc Nga, bao gồm Rimsky-Korsakov, Borodin và Mussorgsky, vậy có nghĩa là Igor lớn lên trong một môi trường âm nhạc mạnh mẽ. Năm 1901, Stravinsky bắt đầu học luật tại Đại học St Petersburg, trong khi lén tham gia các bài học về hòa âm và đối âm. Ông có ấn tượng với Rimsky-Korsakov và những nỗ lực sáng tác cho các sáng tác ban đầu. Vì thế, Stravinsky đã theo học nhà soạn nhạc già. Vào lúc thầy mất vào năm 1908, Stravinsky đã sản xuất một số tác phẩm, trong đó có một bản sonata Piano ở cung F♯ thứ (1903–04), một Bản giao hưởng trong E ♭ trưởng (1907), mà ông được xếp vào danh mục "Opus 1", vào năm 1908 một bản dàn nhạc ngắn, Feu d'artifice ("Pháo hoa").
Năm 1909, Feu d'artifice được biểu diễn tại một buổi hòa nhạc ở St Petersburg. Trong số những khán giả có một nhân vật là Sergei Diaghilev, người lúc bấy giờ đang lên kế hoạch giới thiệu âm nhạc và nghệ thuật của Nga cho khán giả phương Tây. Giống như Stravinsky, Diaghilev ban đầu đã nghiên cứu luật, nhưng đã bị cuốn hút vào thế giới sân khấu. Năm 1907, ông bắt đầu sự nghiệp sân khấu của mình bằng cách trình diễn năm buổi hòa nhạc tại Paris; trong năm sau, anh giới thiệu vở opera Boris Godunov của Mussorgsky. Năm 1909, vẫn còn ở Paris, bản Ballets Russes đã được giới thiệu, ban đầu với điệu múa Polovin của Borodin trong vở Hoàng tử Igor và Scheherazade của Rimsky-Korsakov. Để giới thiệu những tác phẩm này, Diaghilev đã tuyển chọn biên đạo múa Michel Fokine, nhà thiết kế Léon Bakst và vũ đạo là Vaslav Nijinsky. Tuy nhiên, ý định của Diaghilev là tạo ra những tác phẩm mới theo phong cách đặc biệt của thế kỷ 20, và ông đang tìm kiếm những tài năng sáng tác mới.

### Tác phẩm
Vở ba lê là tác phẩm đầu tiên của đoàn Ballets Russes của Sergei Diaghilev mà có bản nhạc là sáng tác hoàn toàn nguyên bản. Tác phẩm dựa trên câu chuyện về Chim lửa và một câu chuyện khác về Koschei Kẻ bất tử, nhân vật có lẽ nổi tiếng qua những vần thơ cho trẻ em của Yakov Polonsky, "Hành trình mùa đông", trong đó có những câu:
Và trong giấc mơ của tôi, tôi thấy mình trên lưng một con sói
Đi dọc theo một con đường rừng
Để chiến đấu với tên chúa phù thủy (Koschei)
Ở nơi đó có công chúa đang hao mòn
Sau những bức tường lớn bị khóa kín
Nơi đó có những khu vườn bao quanh bởi cung điện làm bằng thủy tinh;
Có Chim lửa hát trong đêm
Và mổ những quả bằng vàng.

## Tóm tắt tác phẩm

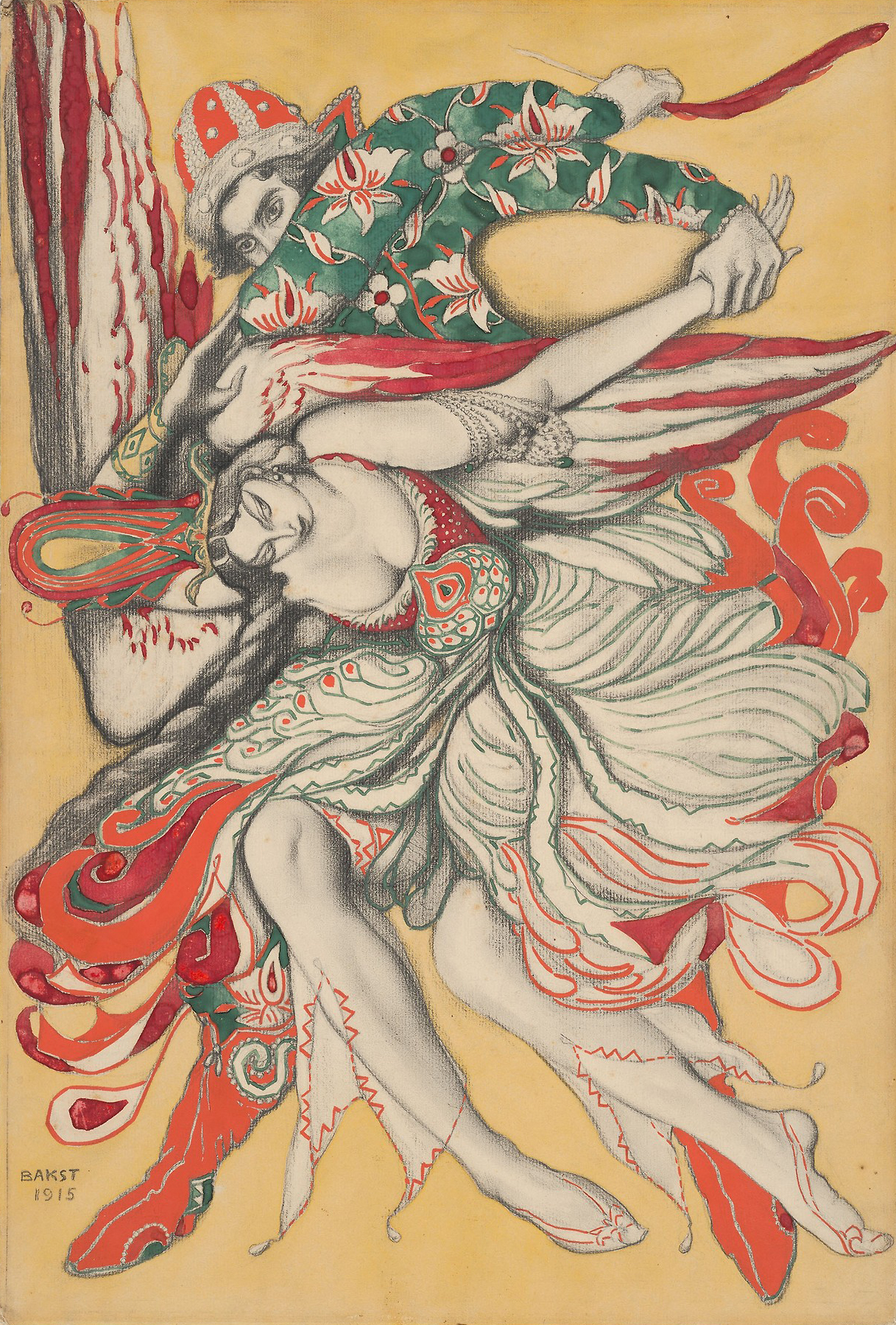
Tranh vẽ của Léon Bakst mô tả Tsarevitch Ivan đang bắt Chim lửa.

Vở ba-lê xoay quanh cuộc hành trình của người anh hùng, Hoàng tử Ivan. Trong khi săn bắn trong rừng, anh ta lạc vào vương quốc ma thuật của Koschei Kẻ bất tử, sự sống trường tồn của lão có được là nhờ linh hồn được giữ trong một quả trứng ma thuật ẩn trong một chiếc quan tài. Ivan đuổi theo và bắt giữ Chim lửa và định sẽ giết cô. Nhưng cô cầu xin tha mạng và chàng đã tha cho cô. Như để tỏ lòng cảm ơn, cô đưa cho anh một chiếc lông mê hoặc mà anh có thể sử dụng để triệu hồi cô ấy nếu anh ta đang rất cần thiết.
Hoàng tử Ivan sau đó gặp 13 nàng công chúa đang bị phù phép bởi Koschei và yêu một trong số họ. Ngày hôm sau, Ivan đối mặt với tên phù thủy và cuối cùng, họ bắt đầu chiến đấu với nhau. Khi Koschei cho lũ tay sai của mình sau khi Ivan, anh triệu hồi Chim lửa. Cô đã can thiệp, mê hoặc những con quái vật và làm cho chúng nhảy một điệu nhảy tinh tế, đầy sức sống ("Vũ điệu của lửa"). Lũ sinh vật và Koschei sau đó chìm vào một giấc ngủ sâu. Trong lúc chúng mê man, Chim lửa dẫn Ivan đến gốc cây nơi chiếc quan tài với quả trứng chứa linh hồn Koschei đang ẩn giấu. Ivan phá hủy quả trứng và với hóa giải lời nguyền, những sinh vật ma thuật mà Koschei bị giam giữ được giải thoát và cung điện biến mất. Tất cả những sinh vật "thật", kể cả các nàng công chúa, thức tỉnh và với một dấu hiệu cuối cùng về âm nhạc của Chim lửa (mặc dù trong vũ đạo của Fokine, cô không xuất hiện trong cảnh cuối cùng trên sân khấu), ăn mừng chiến thắng của họ.